# Blattella sordida
Blattella sordida är en kackerlacksart som först beskrevs av Robert Walter Campbell Shelford 1908.  Blattella sordida ingår i släktet Blattella och familjen småkackerlackor. Inga underarter finns listade.